# Parc de la vallée de la N'sele
Le Parc de la vallée de la N'sele ou  parc de Kingakati  est un parc animalier de la république démocratique du Congo. Situé sur la commune de Maluku, il est implanté à quelques minutes de l’aéroport international de Ndjili de la commune rurale de Nsele à Kinshasa, plus précisément là où se situait jadis le jardin d'Éden  sur la route de Mbanzale. Couvrant 20 000 hectares, il a été créé par l'ancien président Joseph Kabila et son épouse Olive Lembe di Sita en juin 2018 ,.

## Localisation
Le Parc de la Vallée de la N'Sele est une réserve naturelle, un parc animalier gigantesque au nord-est de la ville province de Kinshasa, situé dans la commune rurale de la Nsele sur la route Mbanzale. Il est à 50 kilomètres et à une heure de trente minutes du centre-ville,.

## Faune
les animaux phares de la parc de la vallée de la Nselé :
- les éléphants
- les lions 
- les hippopotames 
- les Rhinoceros Blancs
- les Buffles
- Les Girafes
- Les Zèbres
- les Gnous
- les Chimpanzés
- les Bonobo
- les reptiles telques les BOA, Crocodiles
- les oiseaux telques les Autriches, Ect.Lire en ligne .

## Histoire
Il est ouvert en juin 2018. Avec ses 18 000 hectares et un relief tourmenté traversé par une savane boisée et herbeuse, des gorges profondes arrosées par la rivière N’Sele, ce parc offre aux touristes de l’air frais et pur, de plus en plus des animaux de ce parc se multiplient Les animaux qui sont déjà dans ce parc qu'on peut voir : les lions, les impalas, les zèbres, les girafes, les buffles, les hippopotames, les rhinocéros… Pour l'instant, les herbivores vivent en liberté. Les lions , les crocodiles, les varans sont dans un enclos. 

## Activités
Le Parc de la Vallée de la N’Sele c'est un cadre naturel et sauvage, Une aire protégée destinée à la conservation de la faune et de la flore. Ce dernier propose des activités de détente et de divertissement aux publics. Voici quelques activités ou services qui sont à la portés des touristes :
Tyrolienne, Kayak, Pédalo Randonnée, Equitation, Cyclotourisme VTT, Natation, Minigolf Plaine de jeux, Team Building, Ugunduzi (Safari), Restauration, Réunions et  évènements, Le 3 juillet 2021 à la présence de ministre de l'environnement et de ministre du tourisme tout le deux ont assisté au lancement des nouvelles activités et inauguration des nouveaux services par l'épouse de l'ancien président Joseph Kabila madame Olive Lembe di Sita au parc de la vallée de la N'sele